# Saint-Pol-de-Léon
Saint-Pol-de-Léon (tiếng Breton: Kastell-Paol) là một xã của tỉnh Finistère, thuộc vùng Bretagne, miền tây bắc Pháp.

## Dân số
Người dân ở Saint-Pol-de-Léon được gọi là Saintpolitains.